# 熊肇川
熊肇川（1969年8月27日—）為台灣男性配音員。

## 配音作品
- 主要角色名稱以粗體顯示。
- 以下皆為國語配音。

### 日本動畫
- 《格鬥小霸王》：波爾、雹
- 《漫畫派對》：胖瘦二人組（胖）
- 《白色十字架》：藤宮蘭、法雷羅、修德里、朝田哲也、鷹取雅史
- 《機動戰士GUNDAM SEED》：穆·拉·福拉卡、米蓋爾·艾曼、賽伊、拉烏·魯·克魯澤（前期）、安德列·渥特菲德
- 《魔女的考驗》：勞金羅賓、皮耶爾·坦貝特·德·奈吉、索爾
- 《小紅帽恰恰》：聖洛威、大魔王、巴拉玫瑰人老師※衛視中文台/迪士尼頻道/MOMO親子台版本
- 《奇天烈大百科》：熊田薰（大猩猩）、刈野勉三、佐佐木老師、尖浩一、乙姬、奇天烈齋（青年）※東森幼幼台/MOMO親子台版本

### 英國動畫
- 《天線寶寶》：丁丁

### 歐美動畫
- 《淘氣三胞胎》：亞瑟

### 韓劇
- 《順風婦產科》：李昌勳
- 《陽光情人夢》：申賢宇、金城虎、姜父
- 《愛我好不好》：黃大珠
- 《愛情》：李聖宇
- 《模特兒故事》：金兄
- 《驀然回首》：崔聖俊
- 《紙鶴》：朴商豪、曹文亨
- 《美麗的日子》：豐大
- 《星星在我心》：江民
- 《求婚》：真秀
- 《希望之歌》：以哲
- 《危險誘惑》：崔秦相
- 《永遠愛你》：楊宮
- 《火花》：朴兄、翰秀
- 《手足情深》：楝勳
- 《小蓋子》：金警官、鄭豪敏（前期）
- 《大嫂》：朴在夏